# Reolid
Reolid är en ort i Spanien.   Den ligger i provinsen Provincia de Albacete och regionen Kastilien-La Mancha, i den centrala delen av landet, 220 km söder om huvudstaden Madrid. Reolid ligger 841 meter över havet och antalet invånare är 207.
Terrängen runt Reolid är huvudsakligen kuperad, men åt sydväst är den platt. Runt Reolid är det glesbefolkat, med 10 invånare per kvadratkilometer. Närmaste större samhälle är Villanueva de la Fuente, 13,8 km nordväst om Reolid. Omgivningarna runt Reolid är i huvudsak ett öppet busklandskap.